# Vlaeminckpoort
Vlaeminckpoort is de naam van een historisch hoevedomein in de tot de West-Vlaamse gemeente Jabbeke behorende plaats Snellegem.

## Geschiedenis
In 1494 werd hier voor het eerst een hoeve gebouwd die eigendom was van ridder Cornelis Miles. De hoeve was omringd door een aanzienlijk grondbezit. Het was een leen van het Oosthof. In 1662-1663 werd de hoeve door de Franse troepen verwoest en weer opgebouwd. In 1681 was er sprake van een omgrachte hoeve. Ook op de Ferrariskaarten (1771-1778) werd de hoeve afgebeeld als een groot omgracht complex: een hoeve met losse bestanddelen om een vierkante binnenplaats. In 1931 werd de zuidelijke schuur afgebroken en bleef een L-vormig complex bestaan, met een woonhuis en haaks daarop de stallingen.
In de jaren '80 van de 20e eeuw werd de hoeve gerenoveerd tot een villa, waartoe een vleugel werd aangebouwd.